# Ligne d'Épinay - Villetaneuse au Tréport - Mers
La ligne d'Épinay - Villetaneuse au Tréport - Mers est une ligne ferroviaire française d'une longueur de 173 kilomètres (182 kilomètres à partir de la gare de Paris-Nord). Elle relie la gare d'Épinay - Villetaneuse, à proximité de Paris, à la gare du Tréport - Mers, en Seine-Maritime, au bord de la Manche.
Elle constitue la ligne no 325 000 du réseau ferré national.
Elle fut ouverte au trafic de 1872 à 1877 et a constitué un des principaux axes des trains de Paris à la mer, parcourue par de nombreux trains de plaisir dès la Belle Époque et encore davantage à la généralisation des congés payés en 1936. La ligne a connu depuis des types de trafics très divers : au sud, un trafic de banlieue intense à l'origine ou à destination de la gare du Nord à Paris, actuel Transilien Paris-Nord (ligne H) ; de Persan à Beauvais, une desserte pendulaire de grande couronne, et au-delà de Beauvais, un trafic en progression, l'été, avec une reprise des trains de plaisir depuis quelques années mais modeste, à l'année, en raison de la faible démographie de la région traversée.

## Histoire

### Chronologie
Les mises en service ont eu lieu :
- de Longroy - Gamaches au Tréport, le 11 mai 1872 ;
- d'Abancourt à Longroy - Gamaches, le 14 août 1873 ;
- de Beauvais à Abancourt et de Persan - Beaumont à Méru, le 1er juillet 1875 ;
- de Méru à Beauvais, le 15 avril 1876 ;
- d'Épinay - Villetaneuse à Persan - Beaumont, le  5 avril 1877.

La ligne a été électrifiée en 25 kV - 50 Hz :
- d'Épinay - Villetaneuse à Persan - Beaumont, le  20 mai 1970 ;
- de Persan - Beaumont à Beauvais, le 28 novembre 1999.

### Un nouvel axe de Paris à la mer

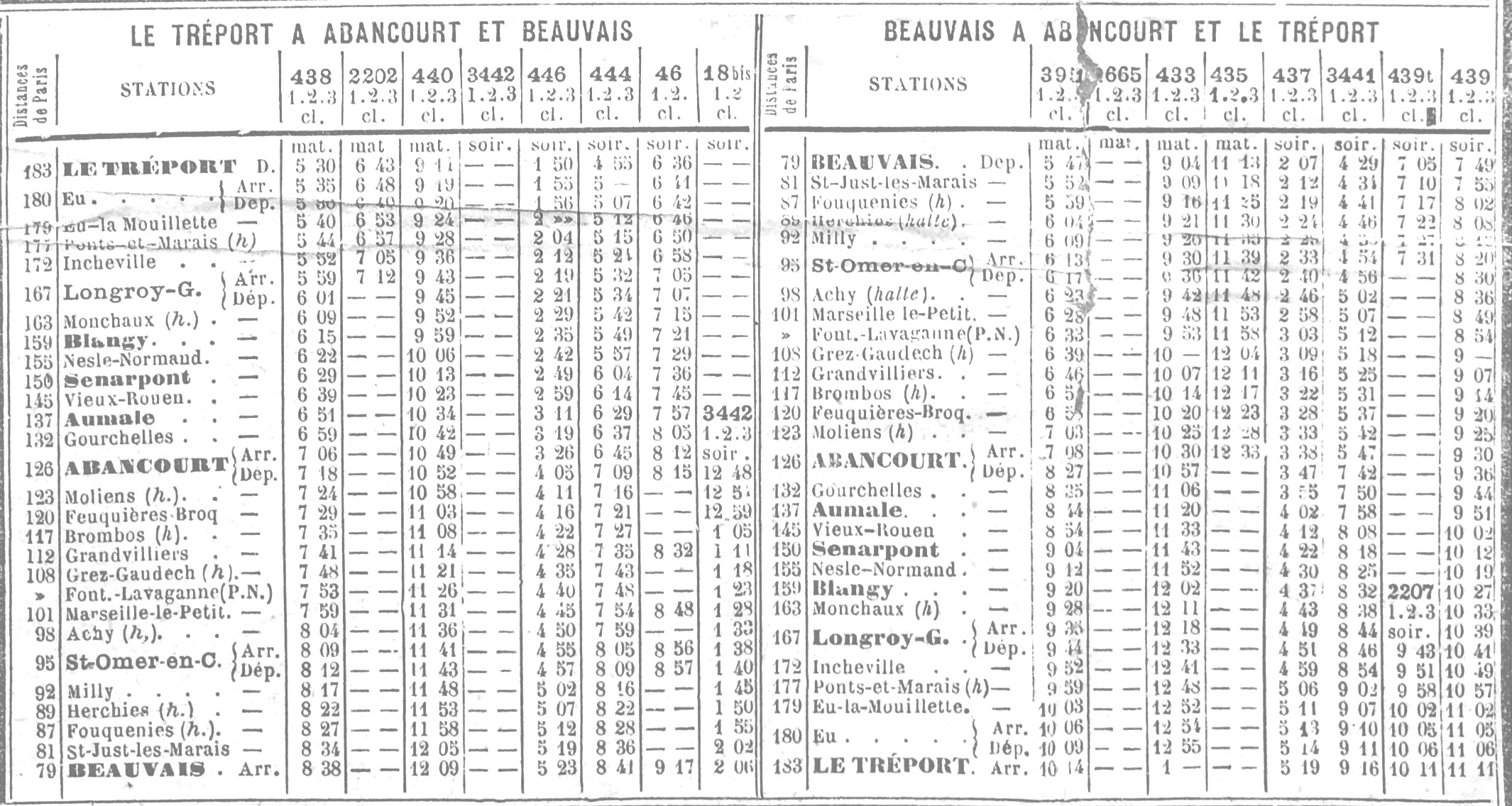
Horaires de la section Beauvais - Le Tréport au service d'hiver 1890.

La section d'Épinay à Montsoult - Maffliers est concédée à la Compagnie du chemin de fer du Nord au titre de l'intérêt général par une convention signé entre le ministre des Travaux Publics et la compagnie le 22 mai 1869. Cette convention est approuvée par un décret impérial à la même date.
La section d'Abancourt au Tréport est déclarée d'utilité publique et concédée à des investisseurs parisiens et nantais, sous le régime des voies ferrées d'intérêt local, par décret impérial du 18 décembre 1869. Exploitée par la Compagnie du chemin de fer du Tréport, elle sera reprise par le Nord en 1880.

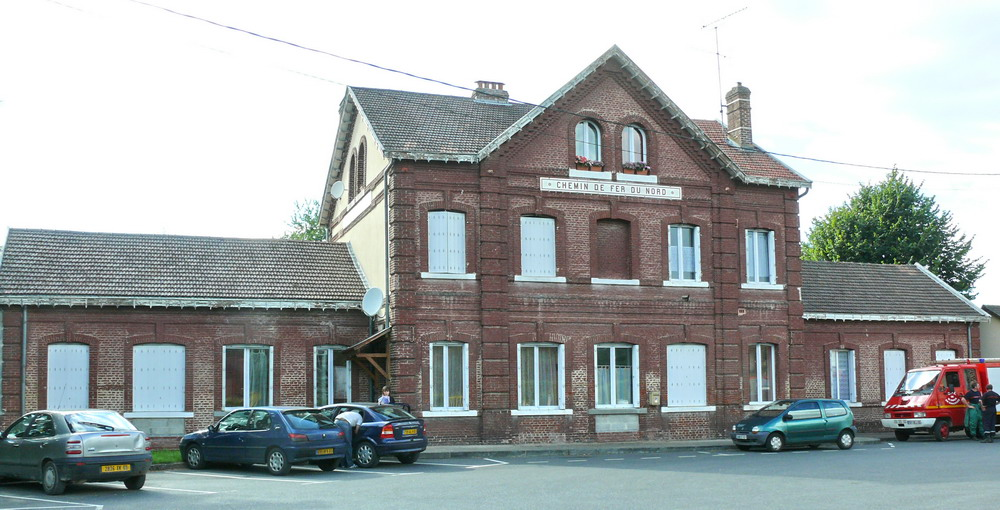
La façade de l'ancienne gare de Saint-Omer-en-Chaussée typique de la Compagnie du Nord.

La section d'Abancourt à Saint-Omer-en-Chaussée est concédée à la Compagnie du chemin de fer du Nord au titre de l'intérêt local par une convention signé entre le préfet du département de l'Oise et la Compagnie le 28 mars 1870. Cette section est déclarée d'utilité publique par une loi le 6 juin 1872.
La section de Montsoult - Maffliers à Saint-Omer-en-Chaussée est concédée à la Compagnie du chemin de fer du Nord dans le cadre d'un itinéraire « de Monsoult à Amiens » par une convention signée entre le ministre des Travaux publics et la Compagnie le 15 juin 1872. La convention est approuvée par une loi qui déclare d'utilité publique la ligne à la même date.
La ligne a été ouverte en plusieurs temps : le 11 mai 1872, le tronçon du Tréport à Longroy - Gamaches, à proximité de la Manche, est mis en service. Il est prolongé à Abancourt le 14 août 1873 puis à Beauvais le 1er juillet 1875. Le même jour est ouvert au sud le tronçon de Persan - Beaumont à Méru. Le 15 avril 1876, le tronçon de Méru à Beauvais est ouvert à l'exploitation, ce qui crée la ligne de Paris à Persan - Beaumont et au Tréport, via Ermont - Eaubonne et Valmondois. Enfin, le 5 avril 1877, le tronçon plus direct d'Épinay - Villetaneuse à Persan - Beaumont, est ouvert au nord de Paris. Avec 182,6 km de longueur, la ligne de Paris au Tréport devient le second axe le plus court de la capitale à la mer (Manche) après la ligne de Paris à Dieppe (supprimée partiellement en 1988).
La section entre Saint-Omer-en-Chaussée et Le Tréport est reprise par la Compagnie du chemin de fer du Nord selon les termes d'une convention signée entre le ministre des Travaux publics et la Compagnie le 5 juin 1883. Cette convention est approuvée par une loi le 20 novembre suivant qui reclasse cette section dans le réseau d'intérêt général.

### L'électrification de la banlieue

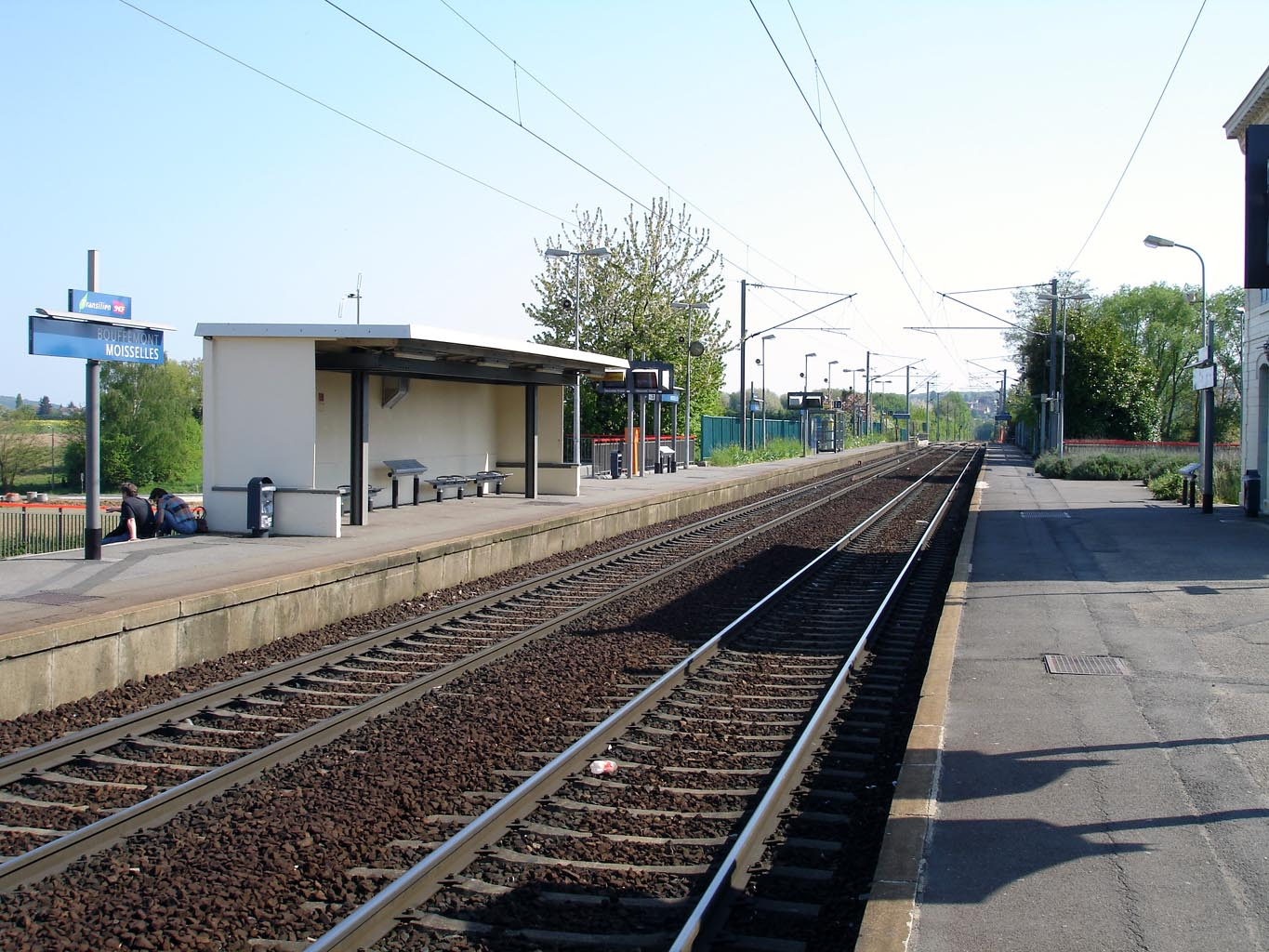
La gare de Bouffémont - Moisselles, sur la section électrifiée.

La ligne est électrifiée en 25 kV-50 Hz le 20 mai 1970 de Paris à Persan - Beaumont, ainsi que l'antenne à voie unique Montsoult - Luzarches. Deux terminus intermédiaires sont créés à Sarcelles - Saint-Brice et à Montsoult - Maffliers. Ces deux gares sont équipées d'un poste d'aiguillage tout relais à transit souple (PRS) ainsi que d'une « commande centralisée de voie de gauche » (CCVG), contrôlant l'évitement de Belloy-en-France et le terminus de Luzarches sur cette antenne (il n'existe que deux CCVG en France, l'autre étant celle qui commande la section de ligne d'Ax-les-Thermes à Latour-de-Carol). La desserte de la ligne est nettement améliorée, les navettes entre Montsoult et Luzarches laissant la place à des trains directs de Paris à Luzarches et Persan - Beaumont, sécables en deux éléments à Montsoult - Maffliers. Cette petite antenne, reliquat d'un projet avorté de liaison à double voie avec Chantilly, sera la première à bénéficier de la nouvelle automotrice transilienne, désormais dénommée Francilien, à la fin de l'année 2009.

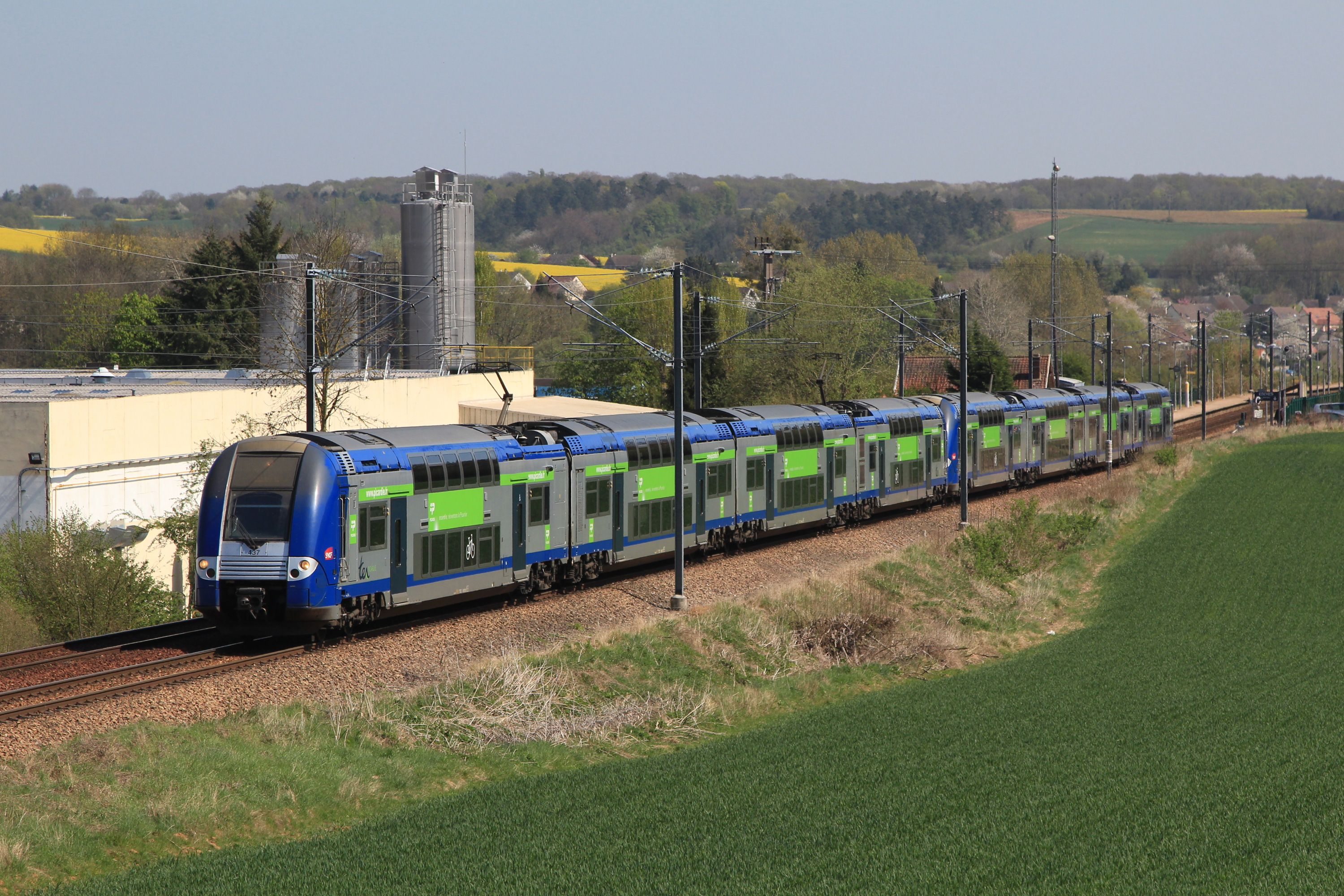
Deux en livrée TER Picardie assurant un TER Paris - Beauvais, vus peu après la gare d'Esches.

La croissance démographique continue du sud de l'Oise, partie intégrante de l'aire urbaine de Paris, a posé la problématique de l'amélioration de la desserte de l'axe Paris – Beauvais. Celui-ci connaît durant les années 1990 une croissance de son trafic voyageurs de l'ordre de 3 à 5 % par an, et même plus au sud du département, difficilement absorbée par le matériel vétuste, et par une infrastructure de la voie qui l'est tout autant. L'électrification de la section entre Persan et Beauvais est inscrite au contrat de plan État-Région Picardie 1995-2000 et constitue l'opération majeure de ce contrat dans la région.
L'électrification en 25 kV s'accompagne de la modernisation de la signalisation avec pose du block automatique lumineux en remplacement du block automatique à permissivité restreinte (BAPR), afin d'accroître le débit. Les quais sont rehaussés à la cote 55 cm et prolongés à 250 mètres, comme à Beauvais. En revanche, le tracé et le profil difficiles de cette section, qui traverse les vallonnements du pays de Thelle (en particulier le tunnel à voie unique du Coudray), ne permettent pas d'envisager d'améliorations sur les vitesses pratiquées, qui plafonnent à 100 km/h. En novembre 1999, après quarante mois de travaux, la ligne est mise sous tension de Persan - Beaumont à Beauvais. Elle demeure en traction autonome au-delà.
Les meilleurs accélérations en traction électrique, la fin des correspondances obligatoires aux heures creuses à Persan - Beaumont et l'amélioration globale de la desserte et du matériel roulant ont permis une amélioration significative de l'offre. En décembre 1999, la ligne est exploitée à l'aide de matériel reconditionné : les anciennes rames inox omnibus ont été rénovées et deux rames Corail réversibles assurent les relations directes ou semi-directes vers ou depuis Beauvais.

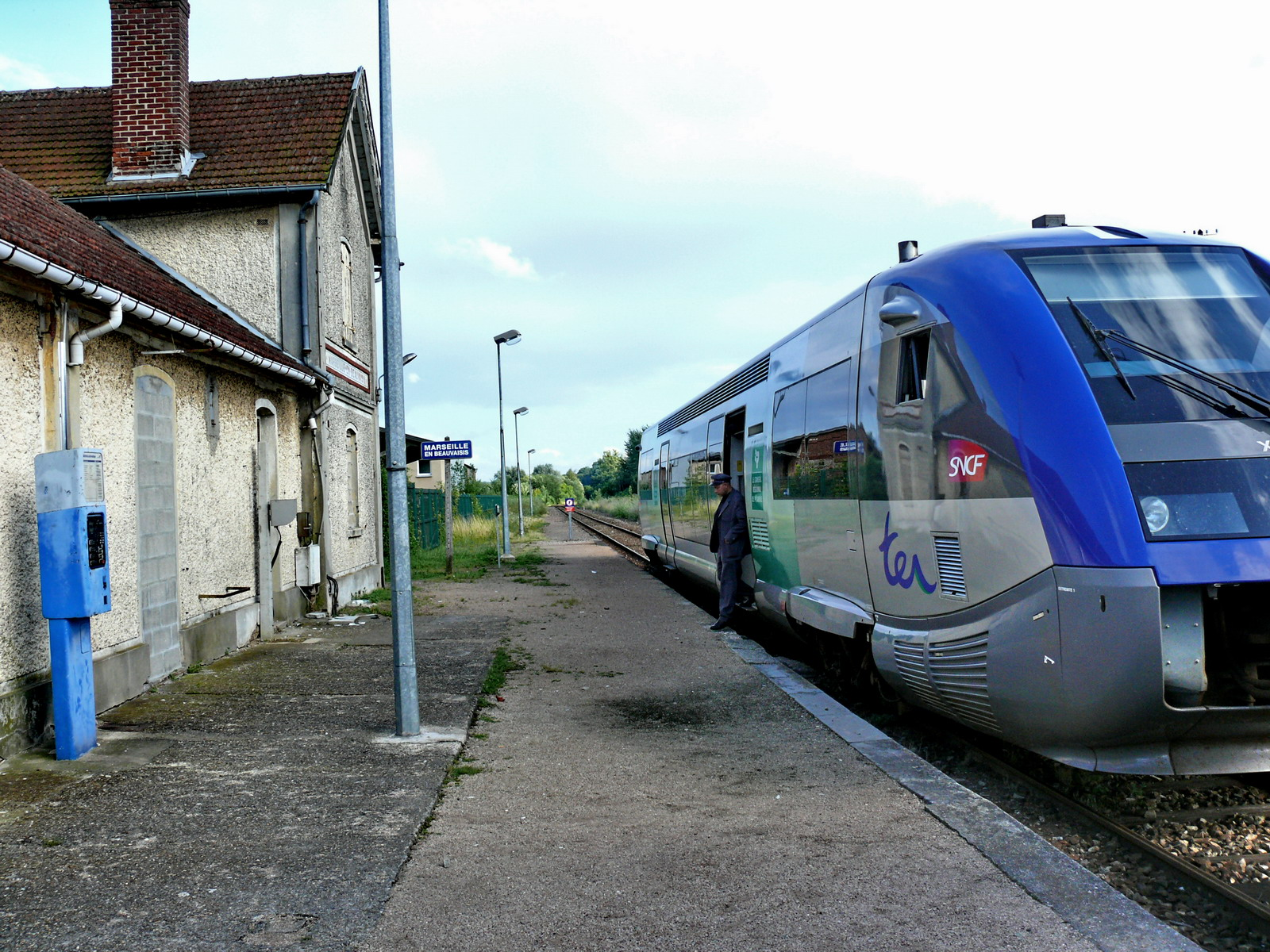
Train de type X 73500 desservant la gare de Marseille-en-Beauvaisis en 2007.

La livraison d'automotrices neuves Z 26500 à deux niveaux à partir de septembre 2009, apporte un gain de confort significatif. Mais si seize circulations sur trente-deux sont assurées par ce matériel confortable et climatisé, seize autres restent assurées par l'ancien matériel inox au confort de plus en plus décrié. En juin 2008, des conducteurs de la ligne refusent la conduite des locomotives anciennes BB 17000, surnommées les « danseuses » à cause de leur suspension particulièrement dure, et appliquent leur droit de retrait, estimant leur santé menacée. La SNCF est contrainte de remettre en circulation des locomotives diesel BB 67400, tractant des rames inox omnibus (RIO), puis des automotrices Z 6100, surnommées ironiquement « p'tits gris » par les usagers en raison de leur vétusté. De nombreux trains sont par ailleurs supprimés.
Devant la vague de mécontentement qui provoque la création d'un site web, l'exploitant remplace ces automotrices le 8 juillet 2008 par des rames Z 20500, prêtées par la région Île-de-France. Dans l'attente de la livraison en novembre 2009 de nouvelles automotrices modernes Z 26500, commandées et financées par la Région Picardie, la ligne reste exploitée en traction Diesel sous caténaire, à l'aide de rames inox omnibus (RIO).
La SNCF expérimente à compter du 6 juillet 2014 sur le tronçon Paris – Beauvais la conduite des trains par un agent seul, en supprimant le chef de train, remplacé par des équipes de contrôleurs qui interviennent ponctuellement. Cette réforme est rejetée par les conducteurs, qui évoquent des problèmes de sécurité et dont certains ont exercé leur droit de retrait. Ce mouvement social ayant d'importantes répercussions sur la circulation des trains, le président de la région Picardie, après avoir écrit le 8 août 2014 au président de la SNCF pour dénoncer cette situation et réclamer « que toutes les mesures nécessaires soient prises rapidement afin que cette expérimentation se poursuive dans les meilleures conditions pour les voyageurs de la ligne » a décidé, à la fin du mois d'octobre 2014, de suspendre la participation régionale au fonctionnement de la ligne, qui s'élève à 1,3 million d'euros par mois. Un accord social ayant été trouvé, la circulation des trains redevient normale à partir du 3 novembre 2014,.

### Programmes d'amélioration

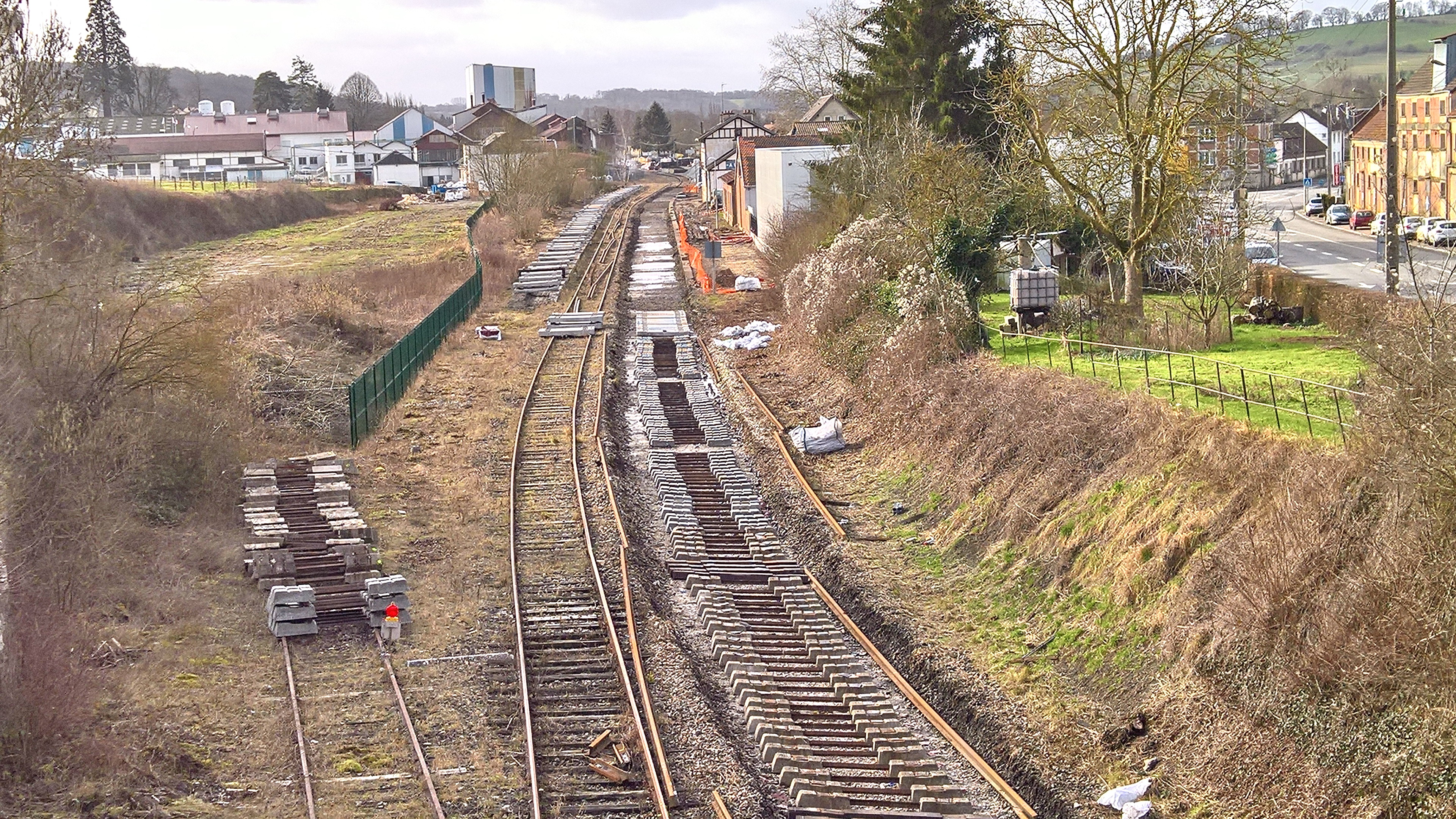
Les travaux de réfection intégrale de la voie en gare d'Aumale, en février 2019.

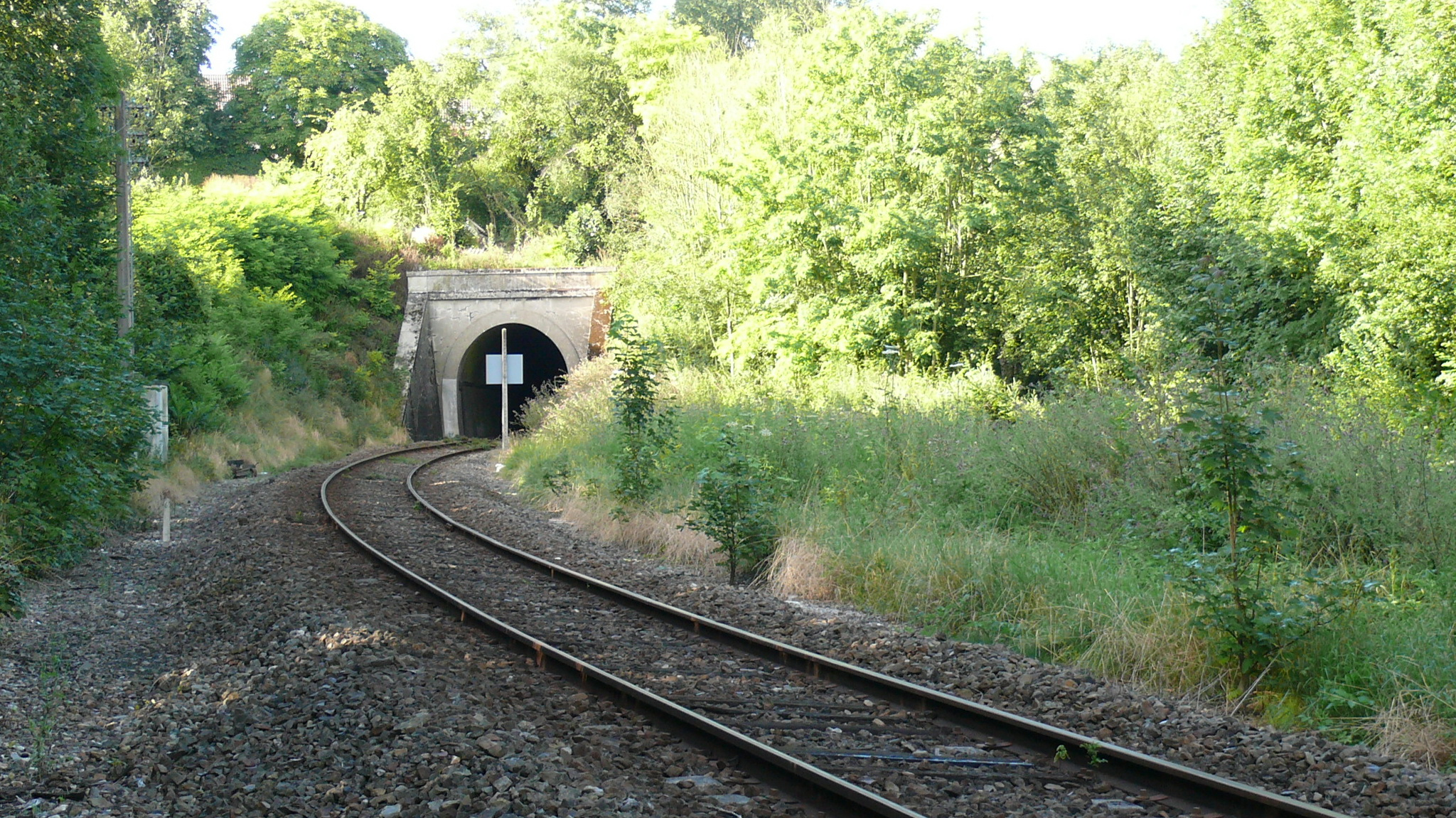
L'un des deux tunnels de Marseille-en-Beauvaisis.

Un programme de rénovation des installations voyageurs des trois gares et quatre points d'arrêts de la section Beauvais – Abancourt, est engagée par la SNCF sur la période 2008-2010, pour un montant de 9,6 millions d'euros, dont 8,1 millions financés par la Région Picardie, 1 million par l'État et 0,5 million par la SNCF.
Les travaux comprennent notamment la réfection et le rehaussement des quais, afin de les rendre accessibles aux personnes à mobilité réduite, le remplacement des équipements d’accueil et d’information (éclairage, signalétique, abris, horloges, distributeurs) et la rénovation de l’intérieur des bâtiments des gares, lorsqu'elles sont toujours utilisées par la SNCF.
La Communauté de communes de la Picardie verte accompagne ces projets par la modernisation des parkings et abords des gares de Saint-Omer-en-Chaussée, Grandvilliers, Marseille-en-Beauvaisis, Feuquières et Abancourt, et met en place un service de rabattement vers les gares en transport à la demande, avec une expérimentation sur la gare de Grandvilliers,.
La réfection intégrale de la section Beauvais – Abancourt – Le Tréport (104 km), sous-entretenue et qui ne pouvait être parcourue, selon les sections, qu'à 60 ou 80 km/h, intervient en 2018-2019, avec la mise en conformité des quais entre Le Tréport et Abancourt (rehaussement et afficheurs), le renouvellement complet de la voie (ballast, traverses, rails), des passages à niveau, de la signalisation et du drainage sur la section, travaux prévus aux contrats de plan État-Région passés avec les régions Normandie et Hauts-de-France, pour un montant de 71,3 millions d'euros (dont 50,5 millions d’euros par la région Hauts-de-France, 15 millions d’euros par la région Normandie et 5,8 millions d’euros par SNCF Réseau). Les études ont été menées entre 2015 et 2017. La section est totalement fermée le 28 mai 2018 entre Beauvais et Le Tréport, avec un service de remplacement assuré par autocars. Le chantier est mené à partir de trois bases travaux situées à Longroy - Gamaches, Feuquières et Grandvilliers qui servent notamment au chargement et au déchargement des matériaux durant les travaux.
La réouverture de la ligne initialement prévue en décembre 2019 doit intervenir sur la section Beauvais – Abancourt le 8 février 2020, et sur la section Abancourt – Le Tréport le 1er août 2020.

## La ligne

### Tracé
Pour le débouché de la ligne sur Paris-Gare du Nord, voir 

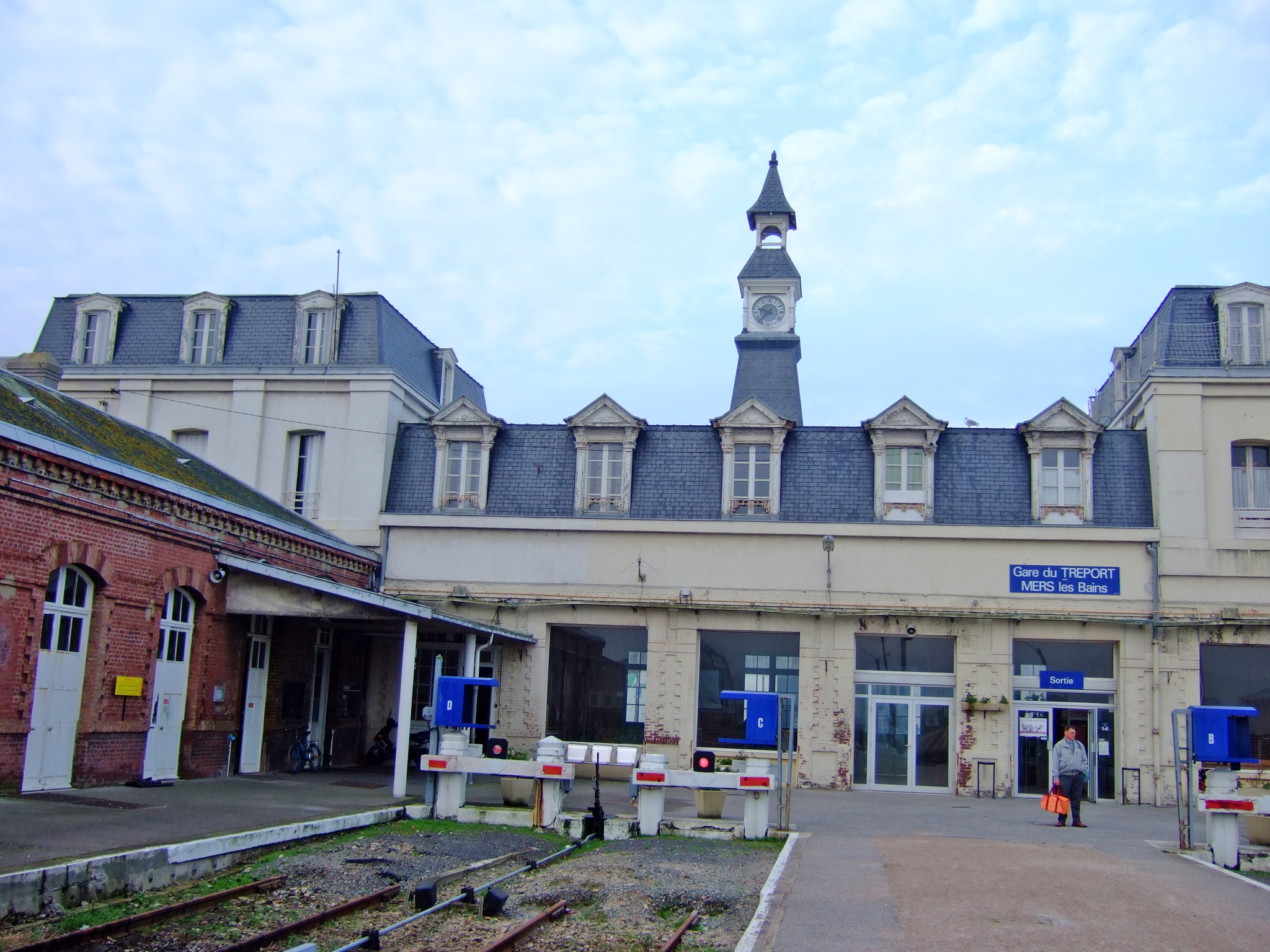
La gare du Tréport - Mers, terminus de la ligne.

La ligne se débranche de l'axe Paris - Pontoise après la gare d'Épinay - Villetaneuse, en Seine-Saint-Denis, à neuf kilomètres de Paris-Nord. Elle se poursuit à travers le Val-d'Oise avec plusieurs rampes et sinuosités lui permettant de traverser le pays de France, en desservant au passage plusieurs communes de banlieue dont Sarcelles. À Mours, elle traverse par un pont le cours de l'Oise et atteint la gare de bifurcation de Persan - Beaumont, sur la ligne de Pierrelaye à Creil. Le tracé se poursuit vers le nord à travers le pays de Thelle, avec un parcours toujours sinueux aux rampes importantes. Entre les gares de Laboissière-Le Déluge et de Saint-Sulpice-Auteuil, la ligne franchit la crête du pays de Thelle, qui atteint 240 mètres d'altitude, par le tunnel du Coudray, long de 1 454 mètres. Elle rejoint la vallée du Thérain et la gare de Beauvais.
Le tracé à double voie se transforme en voie unique après Milly-sur-Thérain. Après la gare de Marseille-en-Beauvaisis, la ligne franchit son second tunnel, long de 538 mètres. À Abancourt, elle coupe la ligne Rouen-Amiens puis amorce sa descente dans la vallée de la Bresle, petit fleuve côtier formant frontière entre la Normandie et la Picardie. À Eu, le tracé se joint à la ligne Abbeville - Le Tréport puis atteint son terminus à la gare du Tréport - Mers, sur le rivage de la Manche.

### Ouvrages d’art
Le pont sur l'Oise à Mours, Val-d'Oise, puis le pont sur le Thérain à Beauvais, et les tunnels du Coudray (1 454 m) et de Marseille-en-Beauvaisis (538 m) sont les principaux ouvrages d'art du tracé.

### Infrastructure

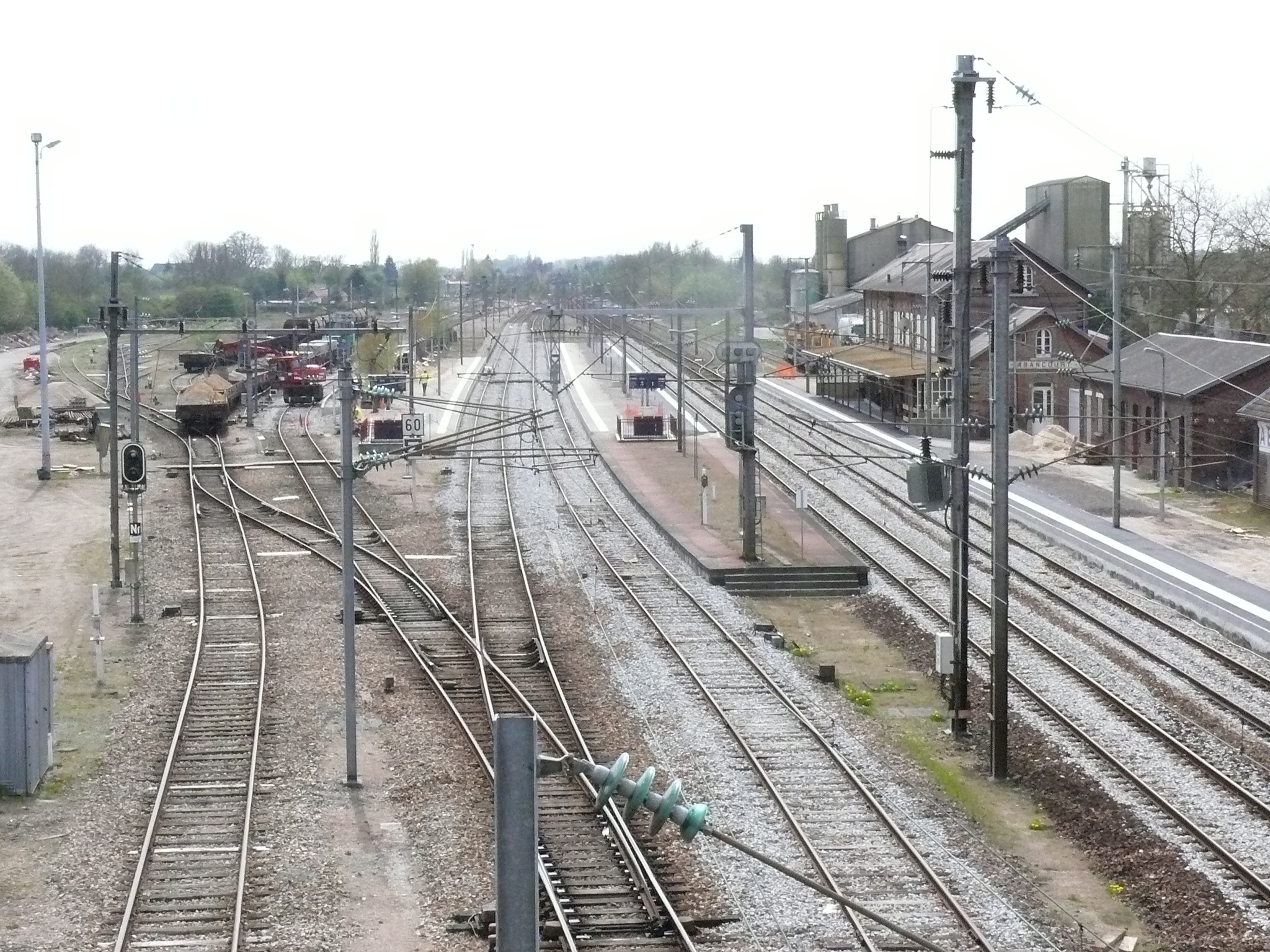
La gare d'Abancourt. Les voies de la ligne Amiens - Rouen sont à droite.

La ligne est à deux voies jusqu'à Milly-sur-Thérain avec deux points singuliers, dans le tunnel du Coudray du PK 59,5 au 64,6, désormais à voie unique, et à la sortie de la gare de Beauvais, où la ligne est à voie banalisée jusqu'au PK 80,1. Elle est à voie unique au-delà de Milly-sur-Thérain, jusqu'au Tréport - Mers. La partie nord de la ligne dispose d'installations de croisements à Grandvilliers et Abancourt.
Elle comporte de nombreux passages à niveau, dont plusieurs à proximité de Paris situés en milieu urbain et parfois sur des axes routiers importants. Cette caractéristique est à l'origine de nombreux incidents et retards en Île-de-France. Celui de Deuil-Montmagny est le plus accidentogène d'Île-de-France et le troisième de France.

### Gares ouvertes aux voyageurs
Les gares ouvertes au trafic des voyageurs sont listées dans le tableau ci-dessous.
| Nom                     | Service(s)                                      | Estimation du nombre annuel de voyageurs (en 2017), |
| ----------------------- | ----------------------------------------------- | --------------------------------------------------- |
| Épinay - Villetaneuse   | Transilien · Ligne H du Transilien · (T) · (11) | 11 487 472                                          |
| Deuil - Montmagny       | Transilien · Ligne H du Transilien              | 2 900 177                                           |
| Groslay                 | Transilien · Ligne H du Transilien              | 1 496 820                                           |
| Sarcelles - Saint-Brice | Transilien · Ligne H du Transilien              | 5 381 989                                           |
| Écouen - Ézanville      | Transilien · Ligne H du Transilien              | 1 922 936                                           |
| Domont                  | Transilien · Ligne H du Transilien              | 2 596 423                                           |
| Bouffémont - Moisselles | Transilien · Ligne H du Transilien              | 1 000 002                                           |
| Montsoult - Maffliers   | Transilien · Ligne H du Transilien              | 1 610 235                                           |
| Presles-Courcelles      | Transilien · Ligne H du Transilien              | 330 174                                             |
| Nointel - Mours         | Transilien · Ligne H du Transilien              | 405 584                                             |
| Persan - Beaumont       | TER                                             | 4 876 445                                           |
| Chambly                 | TER                                             | 716 086                                             |
| Bornel - Belle-Église   | TER                                             | 305 829                                             |
| Esches                  | TER                                             | 44 621                                              |
| Méru                    | TER                                             | 896 279                                             |
| Laboissière - Le Déluge | TER                                             | 23 832                                              |
| Saint-Sulpice - Auteuil | TER                                             | 149 670                                             |
| Beauvais                | TER                                             | 1 388 019                                           |
| Herchies                | TER                                             | 7 492                                               |
| Milly-sur-Thérain       | TER                                             | 7 719                                               |
| Saint-Omer-en-Chaussée  | TER                                             | 8 693                                               |
| Marseille-en-Beauvaisis | TER                                             | 34 135                                              |
| Grandvilliers           | TER                                             | 51 799                                              |
| Feuquières - Broquiers  | TER                                             | 17 335                                              |
| Abancourt               | TER                                             | 39 852                                              |
| Aumale                  | TER                                             | 2 294                                               |
| Blangy-sur-Bresle       | TER                                             | 28 545                                              |
| Longroy - Gamaches      | TER                                             | 2 091                                               |
| Eu                      | TER                                             | 31 080                                              |
| Le Tréport - Mers       | TER                                             | 49 023                                              |

La disposition de l'ensemble des gares (y compris celles fermées aux voyageurs), ainsi que leurs points kilométriques respectifs, sont indiqués sur le schéma de la ligne.

### Équipement

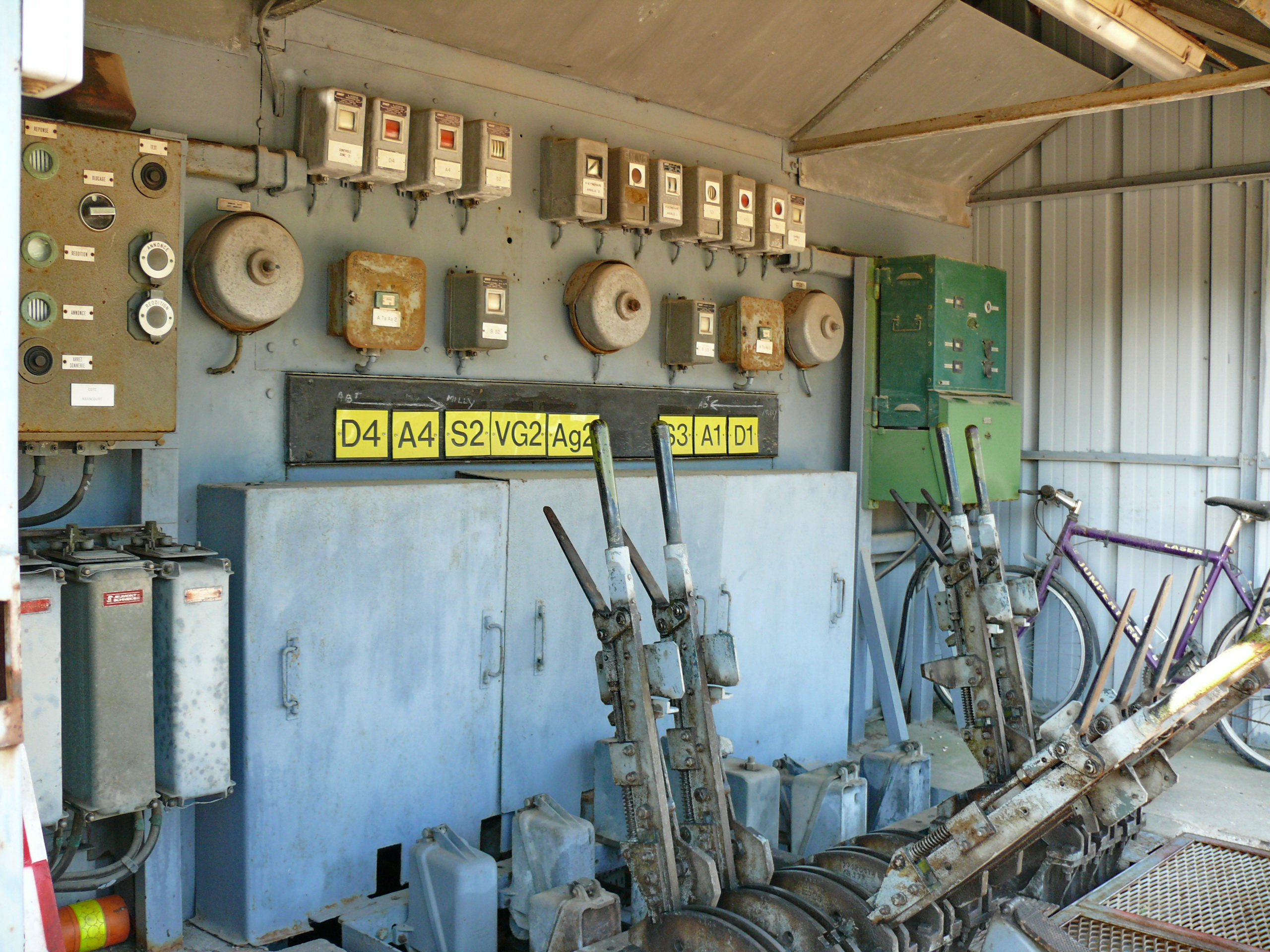
Poste 1 BMVU de la gare de Grandvilliers en 2011.

La ligne est électrifiée jusqu'à Beauvais comme tout le réseau Nord en 25 kV-50 Hz monophasé. Elle est équipée du block automatique lumineux (BAL) et du contrôle de vitesse par balises (KVB), également jusqu'en gare de Beauvais. Au-delà, la ligne est à traction autonome et munie du block manuel de voie unique (BMVU) sur l'essentiel de son parcours jusqu'en gare du Tréport - Mers, laquelle est dotée du block automatique lumineux.

### Vitesses limites
Les vitesses limites de la ligne en 2017 pour les AGC, les autorails, les automotrices et les trains V 120, en sens impair, sont indiquées dans le tableau ci-dessous ; toutefois, les trains de certaines catégories, comme les trains de marchandises, sont soumis à des vitesses limites plus faibles.
| De                               | À                                | Limite                                                        |
| -------------------------------- | -------------------------------- | ------------------------------------------------------------- |
| Épinay - Villetaneuse            | Deuil - Montmagny                | 90                                                            |
| Deuil - Montmagny                | Bifurcation de Villers-sur-Thère | 100                                                           |
| Bifurcation de Villers-sur-Thère | Beauvais                         | 100                                                           |
| Beauvais                         | Grandvilliers                    | 60 (40 km/h au niveau de l'ancienne gare de Gretz-Gaudechart) |
| Grandvilliers                    | Abancourt                        | 100                                                           |
| Abancourt                        | Le Tréport - Mers                | 80                                                            |

La vitesse de la ligne a été relevée à 100 km/h sur la section de Beauvais au Tréport depuis les travaux de modernisation, entrepris entre 2018 et 2020.

## Exploitation
La ligne est exploitée par la Société nationale des chemins de fer français (SNCF) sous le label Transilien (ligne H) au sud de la gare de Persan - Beaumont et sous le label TER Hauts-de-France au nord de cette gare (et ce jusqu'au bout de la ligne). La vitesse limite des circulations est de 100 km/h, ramenée à 80 km/h dans la traversée de la gare de Montsoult - Maffliers,.
Plusieurs types de matériels voyageurs y ont circulé en banlieue nord de Paris depuis l'électrification en 1970 : des automotrices Z 6100, secondées à partir des années 1990 par des Z 2N de type Z 20500 et Z 20900, et, en particulier aux heures de pointe, des rames composées de voitures de banlieue à deux niveaux (VB 2N) ou de rames inox de banlieue (RIB), tractées par des locomotives BB 17000. Ces matériels disparates ont laissé une place exclusive aux Z 50000 dites Francilien, depuis le début des années 2010.
Le trafic de grande couronne entre Paris et Beauvais est assuré par des automotrices modernes à deux niveaux de type Z 26500 (TER 2N NG) et parfois des RIO tractées par des BB 17000, ou pendant une période transitoire en 2008, par des locomotives diesel. Au-delà, le tronçon rural de Beauvais au Tréport est exploité à l'aide d'autorails X 73500 ou X 76500.
Les trains de plaisir ont longtemps été assurés, depuis Paris, par des rames au confort assez spartiate, de type Régional Nord, DEV-Embranchement, Romilly ou  banlieue avec des rames inox omnibus (RIO), ensuite avec des rames Corail, puis des autorails modernes X 76500, tandis que du matériel Intercités TER équipait les trains de et vers Reims, Laon ou Saint-Quentin.
Longtemps menacée de fermeture (qui a failli intervenir comme sa parallèle vers Dieppe en 1988), la section Beauvais – Le Tréport a été sauvée par les instances régionales qui ont investi dans du matériel neuf et relancé avec succès les trains de plaisir entre Paris et Le Tréport, mais aussi sur le parcours Laon – Tergnier – Amiens – Abbeville – Le Tréport ainsi qu'entre Rouen et Le Tréport.
Toutefois, le service, jusqu'en 2018, était nettement moins attrayant que celui des trois autorails directs Paris – Le Tréport proposés une vingtaine d'années auparavant, sans compter les nombreux trains supplémentaires d'été ou l'express 2991 saisonnier du vendredi qui reliait Paris au Tréport en moins de 2 h 30 min avec deux arrêts seulement. Les voitures Corail ont été retirées du service ; la ligne n'a pas été incluse dans le réseau Intercités et tous les trains, depuis septembre 2012, ne comportaient que des places de seconde classe. Le matériel, moderne, circulait sur des voies anciennes, occasionnant de nombreuses secousses, et n'offrait, de ce fait, que des performances modestes.
Du 27 mai 2018 au 8 février 2020, tous les trains sont supprimés en raison de longs travaux programmés sur la section Beauvais – Abancourt, la partie Abancourt-Le Tréport ayant rouvert, quant à elle, le 1er août 2020.

## Galerie de photographies

Cartes postales anciennes
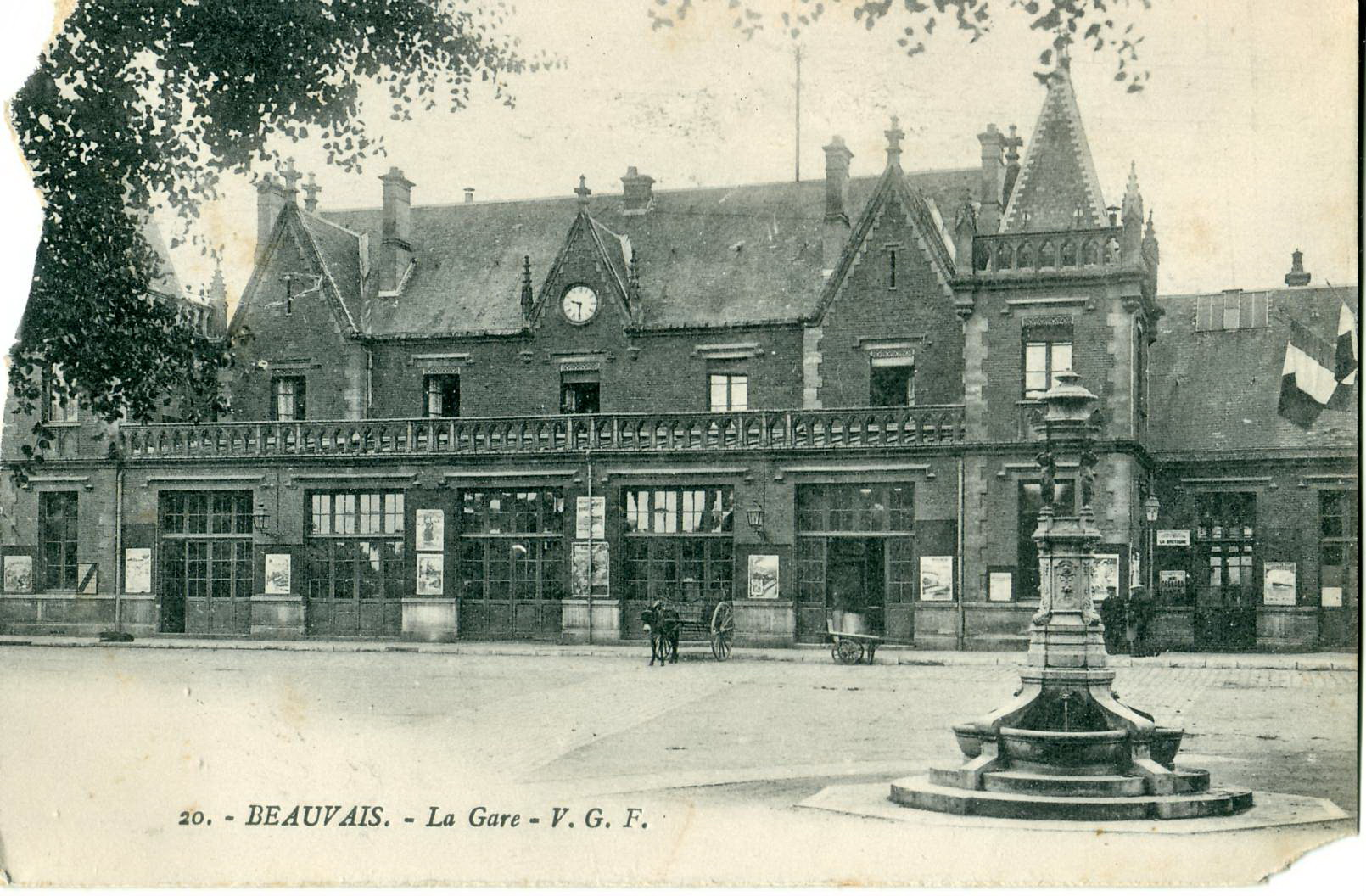
La gare de Beauvais, au début du XXe siècle.
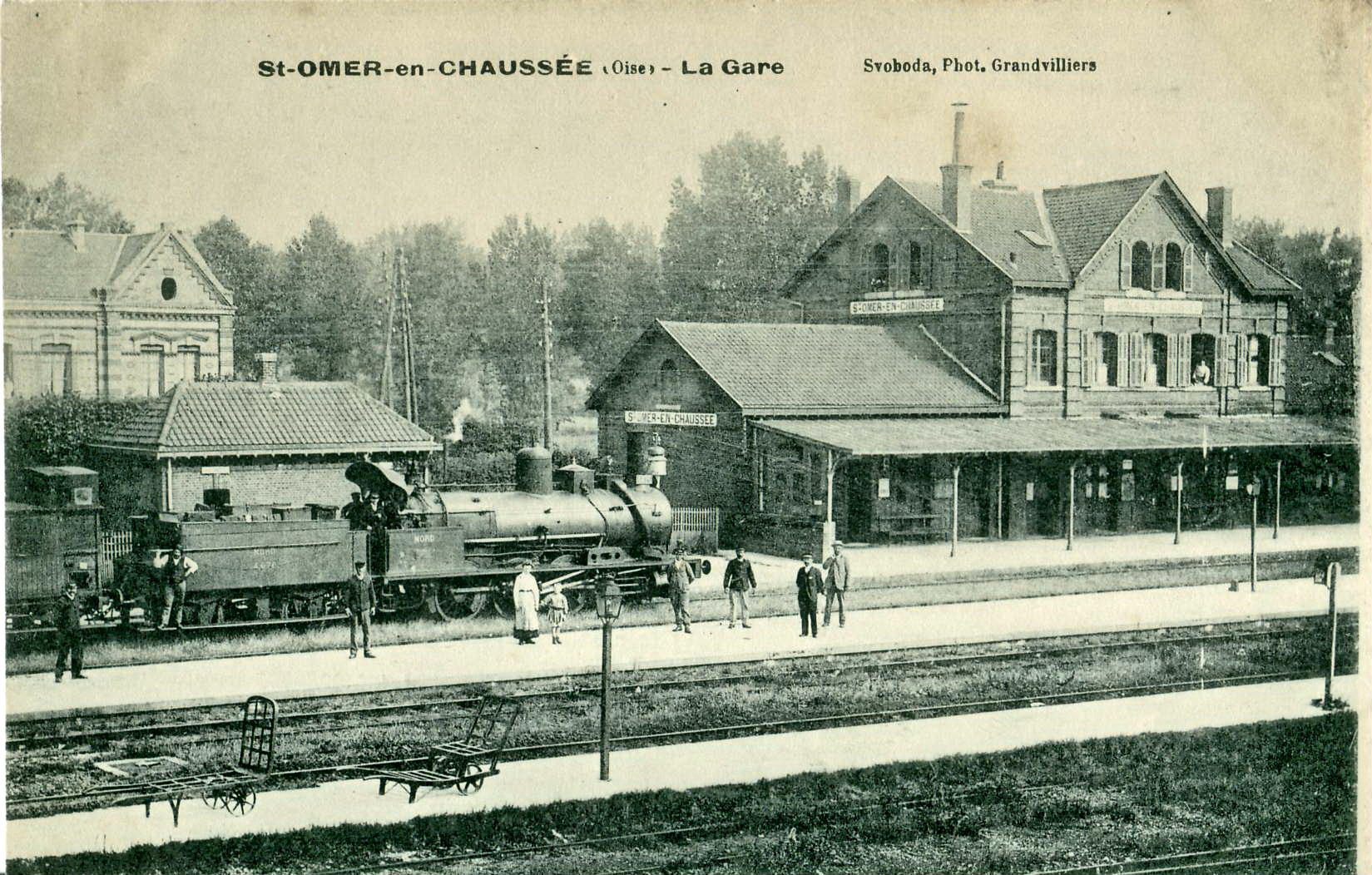
La gare de Saint-Omer-en-Chaussée au début du XXe siècle. Avec ses trois quais à voyageurs et sa bifurcation vers Amiens, la gare était un site ferroviaire important.
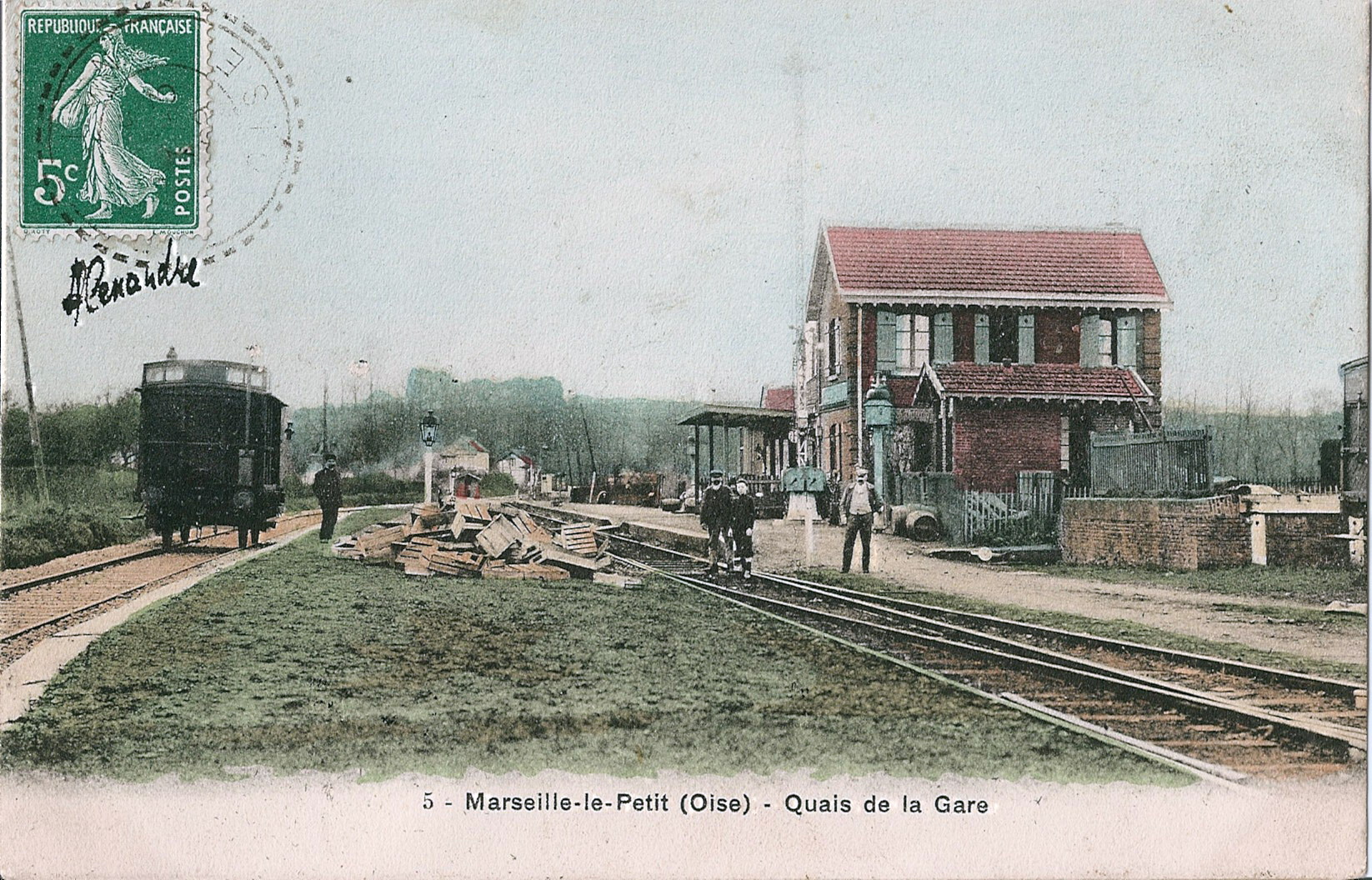
Vue des quais de la gare de Marseille-en-Beauvaisis au début du XXe siècle.
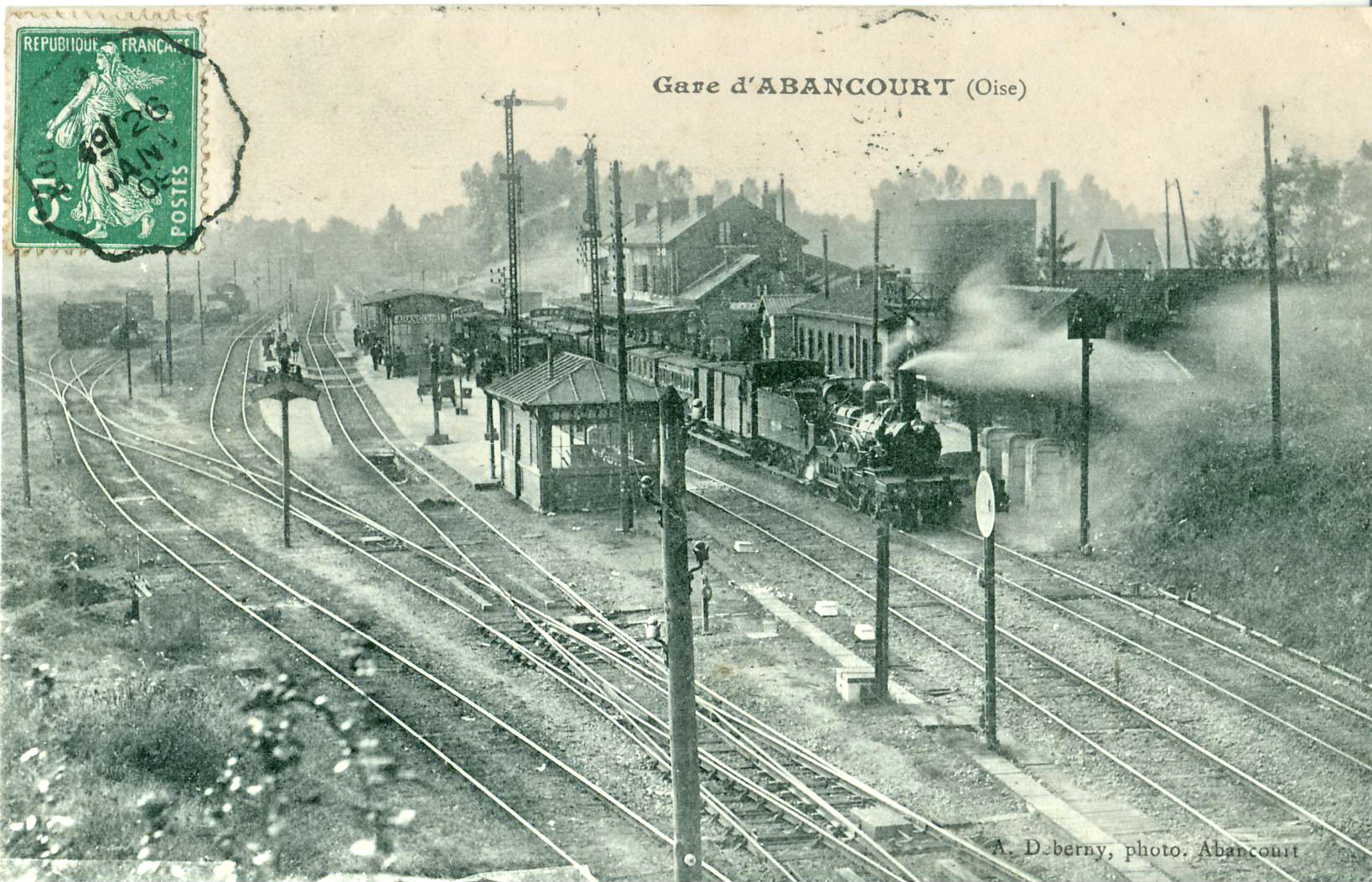
La gare d'Abancourt au début du XXe siècle. La vue est prise dans le sens d'Amiens vers Rouen ; les deux voies de droite sont celles de la ligne Amiens-Rouen, les deux voies à quai centrales sont celles de la ligne Paris-Nord – Le Tréport - Mers.

## La ligne dans le monde virtuel
La ligne est entièrement modélisée pour le jeu Microsoft Train Simulator.